# 相羽式ツバメ八型練習機
相羽式ツバメ八型練習機（あいばしきツバメはちがたれんしゅうき）は、相羽有が創業した日本の東京航空が開発した練習機。本項では、改修型の相羽式十型練習機（あいばしきじゅうがたれんしゅうき）についても併せて述べる。なお、名称の表記には漢数字の他、「相羽式ツバメ8型」「相羽式10型」のように算用数字が用いられる場合もある。

## 相羽式ツバメ八型
1937年（昭和12年）、三式初歩練習機などの旧式化しつつあった既存の低速な練習機の代替機として、東京航空は相羽式ツバメ八型の設計に着手し、蒲田工場にて1938年（昭和13年）4月に試作機1機を完成させた。
機体は木製骨組に合板および羽布張り、あるいは木金混製および羽布張りの単発複葉機。操縦席は複式操縦装置を備えた複座で、良好な視界が確保されている。また、上翼には5度の後退角がつけられている。初歩および中間練習機として開発されたが、機体の強度などは曲技機や高等練習機としての使用も可能なものだった。降着装置は固定脚で、離着陸に必要な滑走距離も短かった。
航空局委託生などの民間操縦士の養成に用いることが想定されていたが、そのニッチはすでに量産されていた九五式一型練習機や九五式三型練習機が占めていたため、製作費23,800円というコストの高さもあって量産には至らなかった。また、軍用練習機としての採用も目論まれたが実現していない。「J-BABI」の登録記号が与えられた試作機は、改造を受けて「相羽式ツバメ九型」と改称された後、日本飛行学校で用いられた。

## 相羽式十型
1939年（昭和14年）5月、東京航空は相羽式ツバメ八型の設計を改修した相羽式十型1機を蒲田工場で製作し、こちらも日本飛行学校で練習機として使用された。登録記号は「J-BABH」。また、相羽式十型をベースに相羽式十一型軽旅客機が開発されている。
基本的な構造は相羽式ツバメ八型に準じているが、変更点としては主翼が若干小型化され、下翼には上翼同様の後退角が付与されるとともに、補助翼も取り付けられた。また、着陸脚の緩衝装置にも改良が加えられている。

## 諸元
出典：『日本航空機総集 九州・日立・昭和・日飛・諸社篇』 80,82頁、『日本航空機大図鑑 1910年ー1945年 中巻』 300,308頁。
相羽式ツバメ八型
- 全長：7.00 m
- 全幅：8.90 m[3]あるいは9.00 m[4]
- 全高：2.65 m
- 主翼面積：22.0 m2
- 自重：650 kg
- 全備重量：850 kg[4]あるいは900 kg[6]
- エンジン：瓦斯電 神風三型 空冷星型7気筒（離昇160 hp） × 1
- 最大速度：160 km/h[6]あるいは180 km/h[4]
- 巡航速度：145 km/h[6]あるいは150 km/h[4]
- 実用上昇限度：3,000 m[4]あるいは4,400 m[6]
- 航続距離：580 km
- 翼面荷重：40.9 kg/m2
- 乗員：2名

相羽式十型
- 全長：7.40 m[7]あるいは7.47 m[6]
- 全幅：8.90 m[7]あるいは9.00 m[6]
- 全高：2.83 m
- 主翼面積：21.39 m2
- 自重：648 kg
- 全備重量：900 kg[7]あるいは902 kg[6]
- エンジン：瓦斯電 神風三型 空冷星型7気筒（離昇180 hp） × 1
- 最大速度：180 km/h[6]あるいは210 km/h[7]
- 巡航速度：150 km/h
- 実用上昇限度：4,400 m[6]あるいは5,000 m[7]
- 航続距離：690 km
- 翼面荷重：42.1 kg/m2
- 乗員：2名